# Amboina (Kralendijk)
Amboina – dzielnica (wijk) miasta Kralendijk w gminie zamorskiej Bonaire, na wyspie o tej samej nazwie, w Holandii Karaibskiej. 1 stycznia 2020 r. liczyła 909 mieszkańców. Leży we wschodniej części miasta.